# Batgirl
Batgirl és personatge de ficció de còmic i una superheroïna de l'univers DC, és una ajudant del superheroi Batman.

## Betty Kane
La Batgirl de l'Edat de Plata dels còmics (que va ser la primera de totes) va ser encarnada per Betty Kane, neboda de Kathy Kane, àlies Batwoman. Va aparéixer per primer cop a Batman núm. 139 (publicat el 23 de febrer de 1961 però amb data de portada d'abril de 1961), creada per Bill Finger i Sheldon Moldoff. Batwoman i Batgirl van ser creades com els interessos romàntics de Batman i Robin, en resposta a la suposada relació homosexual del duo. Després de Crisis on Infinite Earths, es va usar la continuïtat retroactiva per a esborrar l'existència de Batwoman i de Batgirl.
En la continuïtat postcrisi, Betty Kane va ser reviscuda com a Mary Elizabeth "Bette" Kane, una distingida heroïna coneguda com a Flamebird.

## Barbara Gordon
La més coneguda de les Batgirls va ser Barbara Gordon, bibliotecària de dia i filla del comissari de Policia de Gotham City, James Gordon. Vestida com la versió femenina de Batman, Barbara (coneguda com a Babs) va detenir un intent de segrest de Bruce Wayne a les mans del malvat Killer Moth, la qual cosa va atreure l'atenció de Batman i la va convertir en una superheroïna.
Sorpresa a la seua llar amb son pare, el Joker li va disparar dues vegades a la columna vertebral, fet que la va deixar paralítica i va haver d'abandonar la seua carrera de Batgirl per sempre. (Alguns fans han especulat sobre si el Joker va violar Batgirl després de disparar-li. El que se sap certament és que li va prendre fotos nua i després les va mostrar a son pare, el comissari Gordon.) Barbara va adoptar la identitat d'Oracle per a continuar ajudant Batman. Va entrenar Cassandra Caín, l'última Batgirl. Barbara va ser atacada pels sequaços de Màscara Negra, Batman la va salvar però li va advertir que ja no estava segura a Gotham, per la qual cosa va haver d'anar-se'n a viure a un altre lloc. Després de marxar a Metròpolis, va ser infectada pel virus Brainiac. Una vegada que es va desfer del virus, va descobrir que podia moure els peus.
Ella i les Aus de Presa (Birds of Prey) continuen treballant a Metròpolis. Oracle ha tornat a treballar amb Batman, però no se sap si Cassandra Caín es retira com a Batgirl, ni tampoc se sap si Cassandra s'ha tornat una supermalvada i és la líder de la Lliga d'Assassins.

## Helena Bertinelli
Filla d'una família mafiosa, Helena va ser segrestada quan tenia cinc anys per una família rival. Durant el segrest va ser violada, la qual cosa la va marcar per a tota la vida. La seua família va ser assassinada durant una guerra entre màfies.
Durant la història No Man's Land a final dels anys 90, una nova Batgirl va emergir. Ella va ser Caçadora (Huntress), Helena Bertinelli.
Un terratrèmol havia arrasat Gotham City, el govern va declarar la ciutat com una "Terra de Ningú" i Batman va desaparèixer. Per a portar ordre a la ciutat, Caçadora va assumir la identitat de Batgirl i va descobrir que els criminals li tenien més por que abans. Quan Batman va tornar, li va dir que si li fallava, hauria de renunciar al vestit.
Quan Helena va fallar a protegir Batman de Dues Cares i la seua banda de 200 criminals, ell li va llevar el mantell de Batgirl i va tornar a la disfressa de Caçadora.

## Cassandra Caín

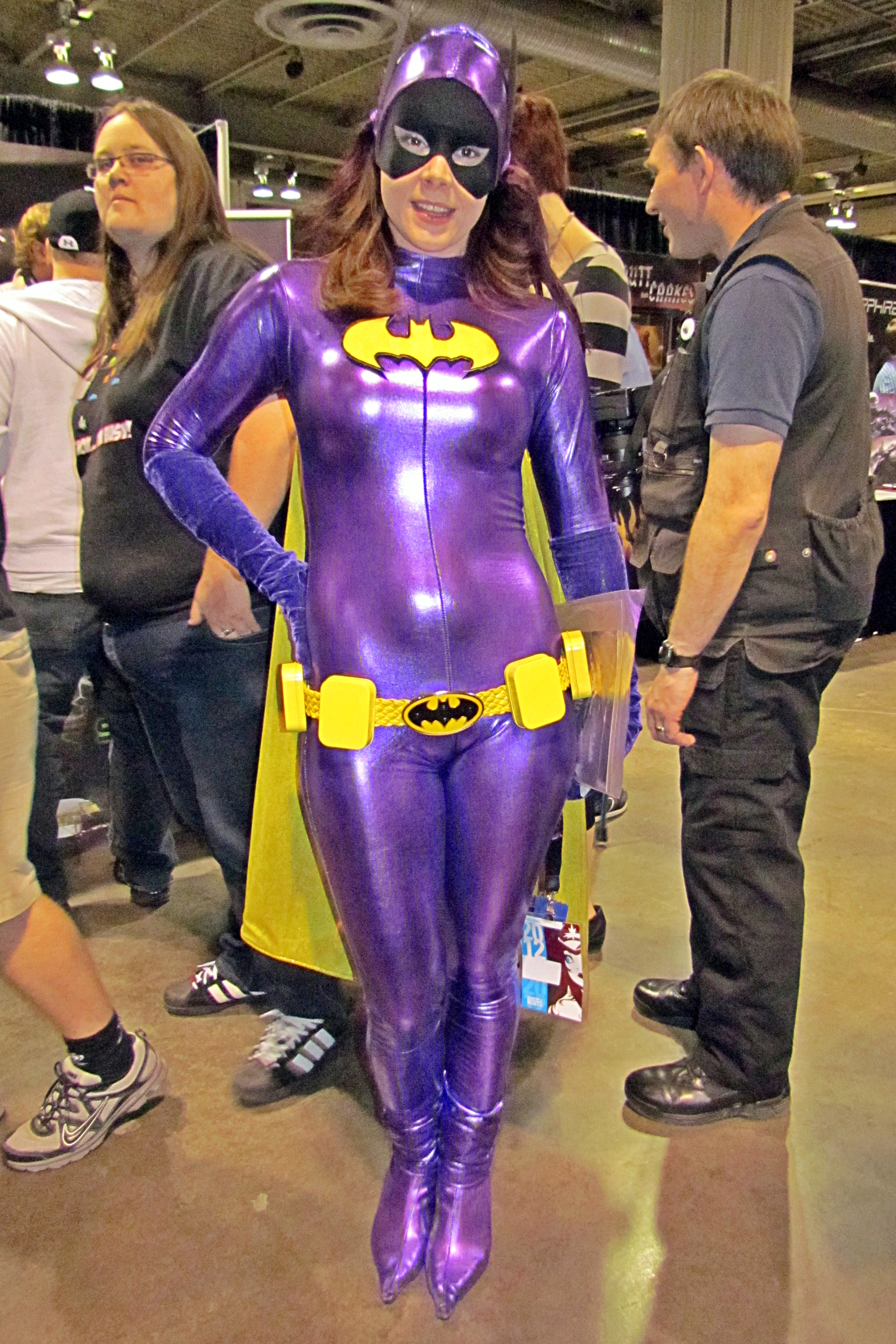
Batgirl (dissfresa)

Amb part d'avantpassats asiàtics, Cassandra Caín, anomenada "Cassie", va ser l'última Batgirl. Va prendre el rol amb l'aprovació de Batman i de Barbara Gordon. Entrenada per son pare, l'assassí David Caín, per a ser la màxima artista marcial i assassina, tot i que Cassandra no sabia parlar. En lloc d'això, les parts del seu cervell usades per a la parla van ser entrenades per a poder llegir els moviments i llenguatge corporal de l'altra gent. Va abandonar la identitat de Batgirl en el número 73 (l'últim) del seu propi títol. Cassandra va tornar a ser una vagabunda. Un any després, Cassandra va prendre el rol de supermalvada i es va emprendre el rol de líder de la Lliga d'Assassins.

## Un Any Després, la Batgirl deBirds of Prey
Al número 96 de Birds of Prey, una parella és salvada dels lladres per una dona que porta el que sembla la clàssica disfressa de Batgirl de Barbara Gordon. Ella despatxa un dels lladres amb un Batarang i els altres amb uns colps ben donats. L'home de la parella rescatada diu «Batgirl ha tornat!».
S'envia a Canari Negre (Black Canary) i a Caçadora perquè troben la nova Batgirl en el número 98. Fingeixen atacar Gypsy i així atraure la nova Batgirl perquè eixís del lloc on s'ocultava. Se sobresalten quan Batgirl apareix, una xica jove en un vestit casolà i usant diverses frases de batalla com «la Venjança Fosca». No obstant això, ella anomena Caçadora pel seu nom real i sembla tenir poders metahumans, com la teleportació, força sobrehumana i habilitats curatives ràpides. Ella va salvar Caçadora d'un assassí i la va teleportar lluny, només per a reaparèixer darrere d'Oracle al quarter general, dient, «hem de dedicar més temps juntes, Babs».
En el número 99, Oracle i la nova Batgirl (qui aparentment també té cobertes algunes habilitats) lluiten i Oracle persuadeix la xica per a deixar de portar la disfressa de Batgirl mostrant-li imatges de l'autòpsia de Stephanie Brown (àlies Spoiler). La xica diu a Oracle que ella deixarà de ser Batgirl però afegeix que no deixarà de ser una superheroïna. En el número 101, ella reapareix al quarter general d'Oracle, portant una nova i semblant disfressa, i es fa dir Misfit.

## Batgirl deBatman i Robin
La pel·lícula de 1997 Batman i Robin va introduir una nova Batgirl: Barbara Wilson, neboda d'Alfred, interpretada per Alicia Silverstone. Aquesta Batgirl d'alguna forma era semblant a Barbara Gordon, però el rol relativament xicotet de James Gordon en les pel·lícules va contribuir a les diferències. Aquesta versió del personatge és àmpliament menyspreada pels fans, i no té cap similitud al material d'origen més enllà del nom Batgirl.